# Eudesmus ferrugineus
Eudesmus ferrugineus là một loài bọ cánh cứng trong họ Cerambycidae.